# 비레 발드마
비레 발드마(에스토니아어: Viire Valdma, 1960년 8월 29일 ~ )는 에스토니아의 배우이다.